# ديوان المظالم (السعودية)
ديوان المظالم هو هيئة قضاء مستقلة في السعودية ترتبط مباشرة بالملك، وتضم 16 محكمة إدارية موزعة على مناطق المملكة، تسعى لإرساء العدل والإنصاف والرقابة القضائية الفاعلة على الأعمال الإدارية من خلال الدعاوى الماثلة أمامه، لضمان حسن تطبيق الأنظمة واللوائح المقررة وتمكين صاحب الحق من وسائل التظلم. حاصل على شهادة الآيزو العالمية (ISO 22301 2019) في إدارة واستمرارية الأعمال القضائية الرقمية.
تم تحديد اختصاصات ديوان المظالم ومهامه بموجب مرسوم ملكي رقم (م/51) في عام 1982م، والمرسوم الملكي رقم (م/ 3) في عام 2014 الذي ينص على نظام المرافعات بديوان المظالم.

## النشأة والتأسيس
منذُ أن تأسست السعودية وتشكلت أجهزة الدولة الرسمية بها وقامت دولة المؤسسات والنظام كانت ولاية المظالم من أولويات الدولة، فلقد أولاه ولاة الأمر في البلاد جل اهتمامهم، لأنه متى وجد العدل وجد الأمن والاستقرار، فديوان المظالم مر بالعديد من المراحل التطويرية لكثرة ما أسند إليه من مهام جسيمة. كان فديوان المظالم منذُ إنشائه شعبة بديوان مجلس الوزراء إلى أن صدر المرسوم الملكي رقم (78/م) المؤرخ في 19 رمضان 1428 هـ بإصدار نظامه الجديد ويقوم برئاسته رئيس بمرتبة وزير فهو مرتبطاً ارتباطاً رسمياً بملك المملكة لأهميته، وقد مرت الهيئة بأربعة مراحل، وهي كالتالي:

### المرحلة الأولى
إنشاء شعبة المظالم بديوان مجلس الوزراء بموجب نظام شعب مجلس الوزراء الصادر بتاريخ 12 رجب 1373 هـ، والتي نصت في المادة (17) على أنه: «يشكل بديوان مجلس الوزراء إدارة عامة باسم: (ديوان المظالم) ويشرف على هذه الإدارة رئيس يعين بمرسوم ملكي وهو مسؤول أمام جلالة الملك، وجلالته المرجع الأعلى له».

### المرحلة الثانية
بعد مضي فترة من إنشاء شعبة المظالم رأى ولاة الأمر إحداث نقلة في عمل ديوان المظالم ليواكب الهدف الذي من أجله تم إنشاؤه فصدر المرسوم الملكي رقم (7/13/8759) وتاريخ 17 رمضان 1374 هـ، القاضي بتشكيل ديوان مستقل باسم ديوان المظالم ويقوم بإدارته رئيس بدرجة وزير يعين بمرسوم ملكي.

### المرحلة الثالثة
أصبح ديوان المظالم في هذه المرحلة هيئة قضاء مستقلة مترتبطة مباشرة بالملك وذلك وفقاً لنظامه الصادر بالمرسوم الملكي رقم (م/51) وتاريخ 17 رجب 1402 هـ وكانت اختصاصات الديوان في ذلك الوقت على النحو التالي:
القضاء الإداري
وهو الاختصاص الأساسي للديوان ومن أجله أنشئ وهو على أربعة أنواع:
- النوع الأول: الفصل في المنازعات المتعلقة بالحقوق المقررة في نظم الخدمة المدنية والتقاعد لموظفي الدولة ومستخدمي الحكومة والأجهزة ذوات الشخصية المعنوية العامة.
- النوع الثاني: الفصل في المنازعات المتعلقة بالطعن في القرارات الإدارية للأسباب المنصوص عليها في النظام.
- النوع الثالث: الفصل في الدعاوى المتعلقة بالتعويض الموجهة من ذوي الشأن إلى الحكومة والأشخاص ذوي الشخصية المعنوية بسبب أعمالها.
- النوع الرابع: الفصل في المنازعات المتعلقة بالعقود التي تكون الحكومة أو إحدى الشخصيات المعنوية العامة طرفاً فيها.

القضاء التأديبي
وهو الفصل في الدعاوى التأديبية التي تقام ضد الموظفين لمخالفات تتعلق بأعمالهم الوظيفية أو سلوكهم الأخلاقي.
القضاء الجزائي
ويشمل الفصل في الدعاوى الجزائية الموجهة ضد المتهمين بارتكاب الجرائم المنصوص عليها في بعض الأنظمة والمراسيم الملكية، مثل: جرائم الرشوة ومباشرة الأموال العامة وجرائم التزوير وغيرها.
القضاء التجاري
ويشمل الفصل في الدعاوى التجارية وما يتعلق بها استناداً إلى قرار مجلس الوزراء رقم (421) وتاريخ 26 شوال 1407 هـ.
طلبات تنفيذ الأحكام الأجنبية
وذلك استناداً إلى المادة (8) من النظام السابق للديوان.
الفصل فيما يحال إلى الديوان بقرار من مجلس الوزراء أو النصوص التي ترد في بعض الأنظمة مسندة الفصل في المنازعات الواردة فيها إلى الديوان.

### المرحلة الرابعة (الحالية)
في سبيل دعم وتطوير وتخصيص مستقبل القضاء الإداري في المملكة، قام المنظم بإصدار نظام ديوان المظالم الجديد بالمرسوم الملكي رقم (م/78) وتاريخ 19 رمضان 1428 هـ، والذي حدد الأطر الجديدة للقضاء الإداري بما يلي:
- تحويل فروع الديوان إلى محاكم إدارية، وإنشاء محاكم إدارية في باقي مناطق المملكة وكذلك تحويل هيئة التدقيق بالديوان إلى محكمة استئناف إدارية بمدينة الرياض، وإنشاء محاكم استئناف إدارية بمحافظة جدة[6] والدمام[7] وأبها[8] والمدينة المنورة.[9]
- إنشاء المحكمة الإدارية العليا.
- إنشاء مجلس للقضاء الإداري، وتحديد الاختصاصات والوحدات التابعة له.
- سلخ القضائين التجاري والجزائي وهيئات تدقيقهما بالقضاة والأعوان من الديوان إلى القضاء العام.
- اختص الديوان بالنظر في الدعاوى المتعلقة بالحقوق المقررة في نظم الخدمة العسكرية، والنظر في دعاوى إلغاء قرارات المجالس التأديبية واللجان شبه القضائية، وجمعيات النفع العام في القرارات المتصلة بنشاطها.

## محاكم ديوان المظالم

### المحاكم الإدارية
تختص المحاكم الإدارية بالفصل في الدعاوى المتعلقة بالحقوق المقررة في نظم الخدمة المدنية والعسكرية والتقاعد لموظفي ومستخدمي الحكومة والأجهزة ذوات الشخصية المعنوية العامة المستقلة أو ورثتهم والمستحقين عنهم، ودعاوى إلغاء القرارات الإدارية النهائية التي يقدمها ذوو الشأن، متى كان مرجع الطعن عدم الاختصاص، أو وجود عيب في الشكل، أو عيب في السبب، أو مخالفة النظم واللوائح، أو الخطأ في تطبيقها أو تأويلها، أو إساءة استعمال السلطة، بما في ذلك القرارات التأديبية، والقرارات التي تصدرها اللجان شبه القضائية والمجالس التأديبية. وكذلك القرارات التي تصدرها جمعيات النفع العام وما في حكمها المتصلة بنشاطاتها، ويعد في حكم القرار الإداري رفض جهة الإدارة أو امتناعها عن اتخاذ قرار كان من الواجب عليها اتخاذه طبقاً للأنظمة واللوائح، ودعاوى التعويض التي قدمها ذوو الشأن عن قرارات أو أعمال جهة الإدارة، والدعاوى المتعلقة بالعقود التي تكون جهة الإدارة طرفا فيها، والدعاوى التأديبية التي ترفعها الجهة المختصة، والمنازعات الإدارية الأخرى.

### محاكم الاستئناف الإدارية
تختص محاكم الاستئناف بالنظر في الأحكام القابلة للاستئناف الصادرة من المحاكم الإدارية، وتحكم بعد سماع أقوال الخصوم وفق الإجراءات المقررة نظاما.

### المحكمة الإدارية العليا
مقرها الرياض، وتختص المحكمة الإدارية العليا بالنظر في الاعتراضات على الأحكام التي تصدرها محاكم الاستئناف الإدارية، إذا كان محل الاعتراض على الحكم مخالفة أحكام الشريعة الإسلامية، أو الأنظمة التي لا تتعارض معها أو الخطأ في تطبيقها أو تأويلها، بما في ذلك مخالفة مبدأ قضائي تقرر في حكم صادر من المحكمة الإدارية العليا، أو صدوره عن محكمة غير مختصة أوغير مكونة وفقاً للنظام، والخطأ في تكييف الواقعة، أو في وصفها، وفصله في نزاع خلافاً لحكم آخر سبق أن صدر بين طرفي الدعوى، وفي تنازع الاختصاص بين محاكم الديوان.

## نظام ديوان المظالم
"تضمن نظام ديوان المظالم الصادر بالمرسوم الملكي رقم (م/78) وتاريخ 19 رمضان 1428 هـ، بيان مهام ديوان المظالم واختصاصات محاكمه تفصيلاً؛ فقضت المادة الأولى بأن:
ديوان المظالم هيئة قضاء إداري مستقلة، يرتبط مباشرة بالملك، وبالتالي فإن مهام الديوان مهام قضائية في المقام الأول، كما بيَّنت المادة الثامنة أن محاكم الديوان ثلاث هي: المحكمة الإدارية العليا، ومحاكم الاستئناف الإدارية، والمحاكم الإدارية، وأنه يجوز لمجلس القضاء الإداري إحداث محاكم متخصصة أخرى بعد موافقة الملك، وقد حدد النظام اختصاصات كل محكمة من هذه المحاكم، فالمحكمة الإدارية العليا مُختصة بالنظر في الاعتراضات على أحكام محاكم الاستئناف الإدارية في حالات معينة بيَّنتها المادة الحادية عشرة من النظام، غير أن مباشرة المحكمة الإدارية العليا لهذا الاختصاص موقوف على صدور نظام المرافعات أمام ديوان المظالم ونفاذه وفقاً لما قررته آلية العمل التنفيذية الصادرة بالمرسوم الملكي رقم (م/78) وتاريخ 19 رمضان 1428 هـ، وبالتالي يكون الحكم الصادر من محاكم الاستئناف الإدارية نهائياً وباتاً، وذلك في حدود اختصاصها النظامي المتمثل في النظر في الاعتراضات على أحكام المحاكم الإدارية.
أما المحاكم الإدارية؛ فإنها تختص بالفصل في المنازعات الإدارية التي حددتها المادة الثالثة عشر من النظام تفصيلاً ومنها: دعاوى الحقوق الوظيفية والتقاعد لموظفي ومستخدمي الجهات الإدارية، ودعاوى إلغاء القرارات الإدارية، ودعاوى التعويض والعقود التي تكون جهة الإدارة طرفاً فيها، والدعاوى التأديبية التي ترفعها الجهة المختصة، وكذا المنازعات التي ينطبق عليها وصف المنازعة الإدارية وفقاً لما تحدده محاكم الديوان في هذا الخصوص".

## نظام المرافعات أمام ديوان المظالم
تنفيذاً لتوجيهات خادم الحرمين الشريفين الملك عبد الله بن عبد العزيز آل سعود اطلع مجلس الوزراء على مشروعات أنظمة (المرافعات الشرعية، والإجراءات الجزائية، والمرافعات أمام ديوان المظالم)، وبعد مناقشتها أصدر المجلس في جلسته المنعقدة بتاريخ 8/1/1435هـ القرارات اللازمة حيالها، وبعد اطلاع خادم الحرمين الشريفين على ما انتهى إليه مجلس الوزراء، أصدر المراسيم الملكية اللازمة بالموافقة على هذه الأنظمة. وقد جاء إقرار هذه الأنظمة تتويجاً لما قضى به نظام القضاء ونظام ديوان المظالم، وآلية العمل التنفيذية لهما، وإنجازاً لمرحلة بالغة الأهمية من مراحل مشروع الملك عبد الله بن عبد العزيز لتطوير مرفق القضاء؛ ليشمل جميع مكونات المنظومة القضائية.
ويتميز المشروع بالتأكيد على استقلالية القضاء والعناية به بشكل عام، وإسناد الاشراف على القضاة في الشؤون الوظيفية وأعمالهم إلى المجلس الأعلى للقضاء، كما أن فيه ميزة رفع مستوى الضمانات القضائية من خلال ايجاد «درجة استئناف»، إضافة إلى ميزة التخصيص بمعنى وجود التخصص النوعي للقضاة في نظر القضايا، مما سيعزز جانب التخصص ويريح القاضي والمراجع للمحاكم.

## حاسبة المدد النظامية
أطلق ديوان المظالم خدمة حاسبة المدد النظامية، التي تتيح معرفة المدد النظامية المقررة لنهاية التظلم من القرارات الإدارية، بناءً على ما ورد في نظام المرافعات أمام ديوان المظالم أو ما ورد في نص نظامي خاص، وذلك بحسب المدخلات من المستفيد.
وتتيح الخدمة إختيار نوع القرار المراد حساب مدته النظامية، وتحديد القرار المراد الطعن عليه وحساب مدته النظامية. وتعد خدمة حاسبة المدد النظامية من الخدمات الرقمية التي تسهل للمستفيدين معرفة الإجراءات القضائية، بما يضمن جودة الإستفادة من الخدمات وفق إجراءات رقمية متقدمة.

## لغة الإشارة
في عام 2021م إستقبل الديوان وفدًا من أعضاء الجمعية السعودية لمترجمي لغة الإشارة، حيث يسعى الديوان لتعزيز التعاون مع مختلف الجهات الحكومية، والجمعيات المتخصصة، التي تتركز أعمالها في خدمة المستفيدين بمختلف فئاتهم، لضمان إستفادتهم من الخدمات والتقنيات المتوفرة، والرفع من مستوى جودة المخرجات، وفق الإستراتيجيات القضائية التي أقرّها ديوان المظالم لتمكين جميع المستفيدين من خدماته التقنية على الصعيد القضائي.

## منصة معين
أطلق الديوان في عام 2022م خدمة التبليغات القضائية بالبريد الإلكتروني والجوال لجميع أطراف الدعوى، عبر «منصة معين الرقمية»، حيث تتيح الخدمة تبليغ أطراف الدعاوى بمواعيد الجلسات القضائية عبر رسائل الجوال والبريد الإلكتروني، وتتيح الخدمة التبليغ عبر الخدمة، تفاصيل الدعوى وبياناتها، وموعد جلسة التقاضي المحدد لها.

## الإدارة
| سبقه عبد العزيز بن محمد النصار | رئيس ديوان المظالم 1432 هـ - 1436 هـ   | تبعه خالد بن محمد اليوسف         |
| سبقه علي بن عبد الرحمن الحماد  | نائب رئيس ديوان المظالم 1440 هـ - الآن | تبعه إبراهيم بن عبدالله المطرودي |